# بارنگو
بارنگو (به ایتالیایی: Barengo) یک کومونه در ایتالیا است که در استان نووارا واقع شده‌است.

## خصوصیات
بارنگو ۱۹٫۳ کیلومترمربع مساحت و ۹۱۶ نفر جمعیت دارد.